# Курт Гюнтер
Курт Вільгельм Гюнтер (нім. Kurt Wilhelm Günther; 31 жовтня 1896, Гера — 3 квітня 1947, Веймар) — політик Третього Рейху, обергруппенфюрер СА (листопад 1937).

## Біографія
З 1903 по 1912 рік навчався у середній школі в Гері, після чого 3 роки проходив підготовку геодезиста і спеціаліста з культури. Учасник Першої світової війни, служив у 408-й мінометній роті. З серпня 1919 по грудень 1933 року працював у будівельному відділ кушнірної фабрики Гіршберга.
В 1923 році вступив у НСДАП. Учасник Пивного путчу, в 1924 році недовго сидів у в'язниці за учать у путчі, незаконне володіння зброєю і підтримку НСДАП. Співзасновник відділу НСДАП в Гіршберзі, де працював скарбником і секретарем до 1929 року.
З 1929 по грудень 1933 року — член ради Берга. Був керівником СА в Тюрингії.
В липні 1932 року обраний депутатом рейхстагу від Тюрингії, покинув посаду через 4 місяці. Знову обраний депутатом у березні 1933 року і перебував на посаді до кінця Другої світової війни.
Восени 1939 року поступив на службу у вермахт, учасник операцій у Норвегії і Фінляндії. В листопаді 1943 року звільнений у званні лейтенанта. З серпня 1944 року — член Народної судової палати. На завершальному етапі війни — командир частин фольксштурму в Тюрингії.
Після війни жив під вальшивим іменем Гюнтер Штіф. 17 травня 1946 року заарештований НКВС у Веймарі. 20 лютого 1947 року за воєнні злочини і активну нацистську діяльність Радянський військовий трибунал по Тюрингії засудив Гюнтера до смертної кари. Вирок був виконаний 3 квітня 1947 року.
7 липня 2005 року 3-й районний суд Московської області відмовив Гюнтеру в посмертній реабілітації.

## Нагороди
- Залізний хрест 2-го класу
- Почесний кинджал СА
- Почесний хрест ветерана війни з мечами
- Пам'ятна плакета «Штайнбах-Галленберг — 10 років НСДАП» (1935)
- Почесна пов'язка СА
- Спортивний знак СА
- Золотий партійний знак НСДАП